# Templo Nat Hlaung Kyaung
El Nat Hlaung Kyaung (santuario que resguarda los espíritus) es un templo hindú hecho en ladrillo dedicado a Visnú que se encuentra en Bagan, Myanmar. Está al Oeste del Thatbyinnyu, otro templo importante,  y es el último templo hinduista que queda en Bagan. Es uno de los templos más antiguos de la ciudad, construido en el siglo XI durante el reinado del rey Anawratha, aunque algunos historiadores datan su construcción a una época anterior durante el reinado de Nyaung-u Sawrahan, en el siglo XX.
Su construcción originalmente fue pensada para los indios birmanos hindúes de la época, así como para mercaderes y brahmanes al servicio del rey. Otra versión sugiere que estaba orientado al culto budista, diciendo templo habría sido construido para resguardar a los nat (espíritus) de otros templos. Originalmente también servía como galería de esculturas.

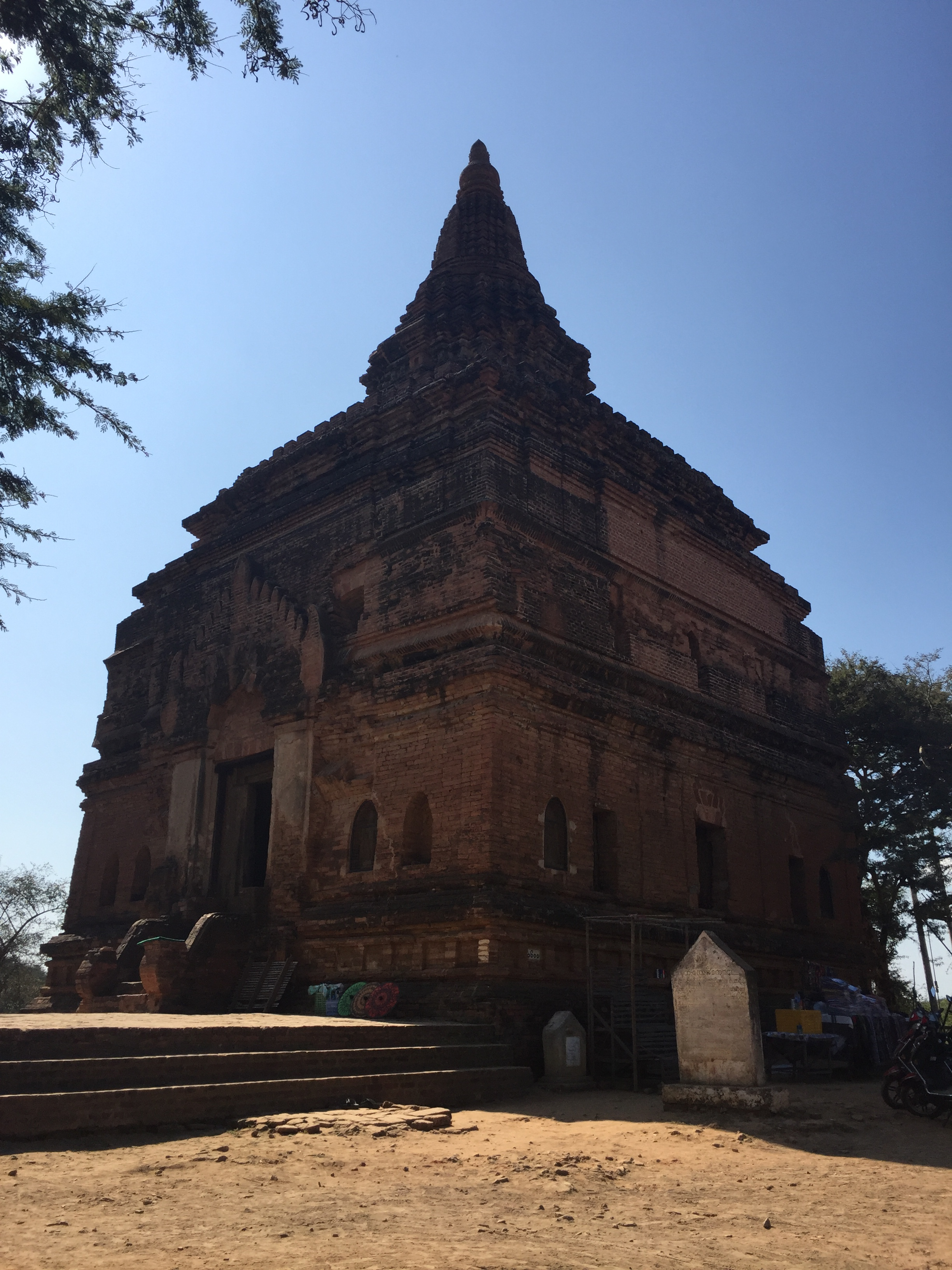
Vista exterior del templo en las afueras de la ciudad

Aunque hoy en día hay muchos más indios en Myanmar, el templo es una degradación de lo que era, faltando varias de las estructuras originales. De la arquitectura original sobrevivieron solo los techos y el salón principal. La mandapa superior fue un regalo de un santo malabar del siglo XIII y es la única de la ciudad. Su pilar central tenía cuatro figuras de Visnú en ladrillo, las cuales algunas están hoy restauradas. De las 10 estatuas de los avatares de Visnú que adornaban las paredes exteriores solo quedan siete. La gran figura de Visnú que se encontraba de pie sobre una garuda (ave mítica del hinduismo) fue saqueda y hoy se expone en el|museo Dahlem en Berlín. Debido a terremotos el templo permaneció cerrado por varios años para ser parcialmente restaurado en 1976. El templo, de poca estatura, está construido sobre una base cuadrada con terrazas que se elevan. Se especula que fue el trabajo de indios traídos a Bagan, aunque no todos acuerdan esto. Su estilo particular inspiró construcciones posteriores de la ciudad.

## Referencias

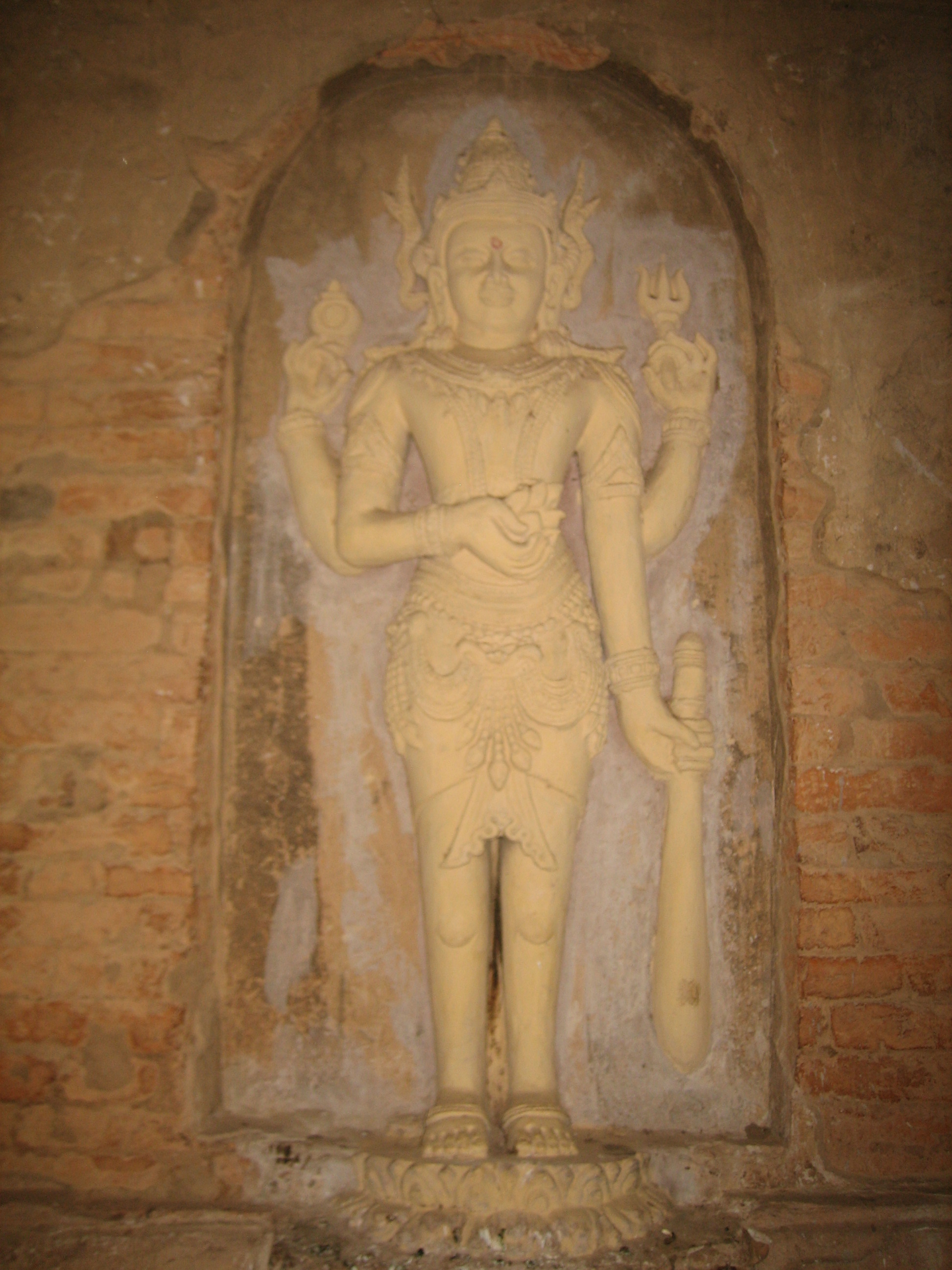
Una de las siete estatuillas de Visnú que sobrevivieron